# Een Vreemde Vogel
Een Vreemde Vogel is een Nederlandse speelfilm uit 1967, geschreven en geregisseerd door Lennaert Nijgh. Het is tevens de titel van een beoogde single op naam van Boudewijn de Groot.

## Film
Een Vreemde Vogel is een Nederlandse film uit 1967 in geluid en zwart-wit. Het scenario en de regie waren van Lennaert Nijgh. De film kreeg als internationale titel An Outsider.

### Plot
Erik is de aangewezen persoon om het jaarlijkse toneelstuk te gaan schrijven voor opvoering op zijn school. Als de acteurs het script onder ogen krijgen, worden ze geconfronteerd met het verhaal van een man die er in de oorlog dubieuze praktijken op na hield (inbraak, geweldpleging). De acteurs en leraren twijfelen of ze dit gewelddadige dramastuk wel op kunnen voeren.

### Achtergrond
Het verhaal is gebaseerd op waargebeurde belevenissen. Regisseur Nijgh beleefde eenzelfde voorval op zijn school, toen een van zijn medeleerlingen een toneelstuk schreef over zijn vader die een soortgelijk leven leidde tijdens de Tweede Wereldoorlog.

### Cast
| Acteur             | Personage      |
| ------------------ | -------------- |
| Tijs Volker        | Erik           |
| Etha Coster        | Mieke          |
| Jaap van Donselaar | Journalist     |
| Ramses Shaffy      | Acteur Merlijn |
| Martine Bijl       | Schoolmeisje   |

## Single
Een vreemde vogel was ook een beoogde single op naam van Boudewijn de Groot. Samen met Mieke's thema kreeg het catalogusnummer Decca Records AT 10279. Ruud Bos, wellicht in samenwerking met Boudewijn de Groot, verzorgde de nogal psychedelische muziek. De filmmuziek was pas veel later te horen op een verzamelalbum van Ruud Bos en slechts weinigen hebben de film gezien. Van de single is nimmer meer iets teruggevonden.
1896-1909 · 1910-19 · 1920-29 · 1930-39 · 1940-49 · 1950-59 · 1960-69 · 1970-79 · 1980-89 · 1990-99 · 2000-09 · 2010-19
· 2020-29